# Yongpyong

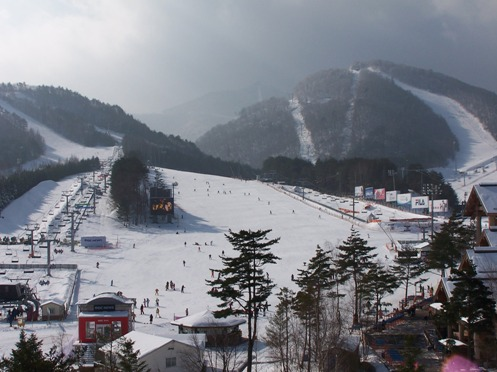
Il comprensorio sciistico nel 2014.

Yongpyong (용평?, 龍平?, YongpyeongLR, Yongp'yŏngMR; letteralmente in italiano: Valle del drago cinese) è un comprensorio sciistico situato nel comune di Daegwallyeong, nella provincia di Gangwon, nella contea di Pyeongchang, Corea del Sud.
Il comprensorio sciistico di Yongpyong, il più grande in Corea del Sud, è gestito dalla Chiesa dell'unificazione attraverso il chaebol Tongil Group. Aperto da novembre fino ad aprile, dispone di 31 piste e 15 impianti di risalita, tra cui una cabinovia lunga 3,7 km.

## Eventi
Nel 1999, il comprensorio di Yongpyong è stato uno delle sedi principali dei Giochi asiatici invernali. Nel 1998, 2000, 2003 e 2006 ha invece ospitato le gare di slalom e slalom gigante della Coppa del Mondo di sci alpino maschile. In seguito, sempre nel 2006, ha ospitato alcune gare della coppa del mondo di sci alpino paralimpico, mentre nel 2018 sarà la sede delle gare di slalom e slalom gigante maschili e femminili dei XXIII Giochi olimpici invernali.